# Felipe de Souza Campos
Felipe de Souza Campos, genannt Felipe, (* 24. Mai 1981 in São Paulo) ist ein ehemaliger brasilianischer Fußballspieler.

## Karriere
Der offensive Mittelfeldspieler verließ Anfang 2007 seine Heimat und wechselte zum kroatischen Klub Hajduk Split. Nach einem halben Jahr ohne Einsatz war das Engagement in Split für Felipe bereits beendet und er fand im Anschluss mit dem neu gegründeten neuseeländischen Team Wellington Phoenix einen neuen Arbeitgeber. Dort entwickelte er sich in der Saison 2007/08 zu einem Leistungsträger in der Premierensaison des Klubs in der A-League, konnte aber den letzten Platz im Endklassement nicht verhindern.
Zur Spielzeit 2008/09 unterschrieb er einen Vertrag beim geplanten A-League-Expansion Team Gold Coast Galaxy. Als diesem aber im Mai 2008 keine Lizenz erteilt wurde, war sein Vertrag hinfällig. Er absolvierte in der Folge ein dreiwöchiges Probetraining beim polnischen Erstligisten Wisła Krakau, konnte sich dort aber nicht für einen Vertrag empfehlen und kehrte nach Schließung des Transferfensters nach Brasilien zurück, wo er sich bei einem lokalen Klub fit hielt. Im Februar 2009 unterschrieb Felipe einen Vertrag beim australischen Expansion Team North Queensland Fury, löste seinen Vertrag aber bereits vor Saisonbeginn wieder auf und wechselte zum saudi-arabischen Erstligisten Al-Raed.